# Neaera (Band)
Neaera ist eine Metalcore-Band aus Münster, die 2003 gegründet und zunächst 2015 aufgelöst wurde. Bereits im Januar 2018 wurden aber wieder einzelne Konzerte angekündigt (z. B. bei den Impericon Festivals in Leipzig und Oberhausen), worauf auch wieder ein neues Studio-Album folgte.

## Bandgeschichte

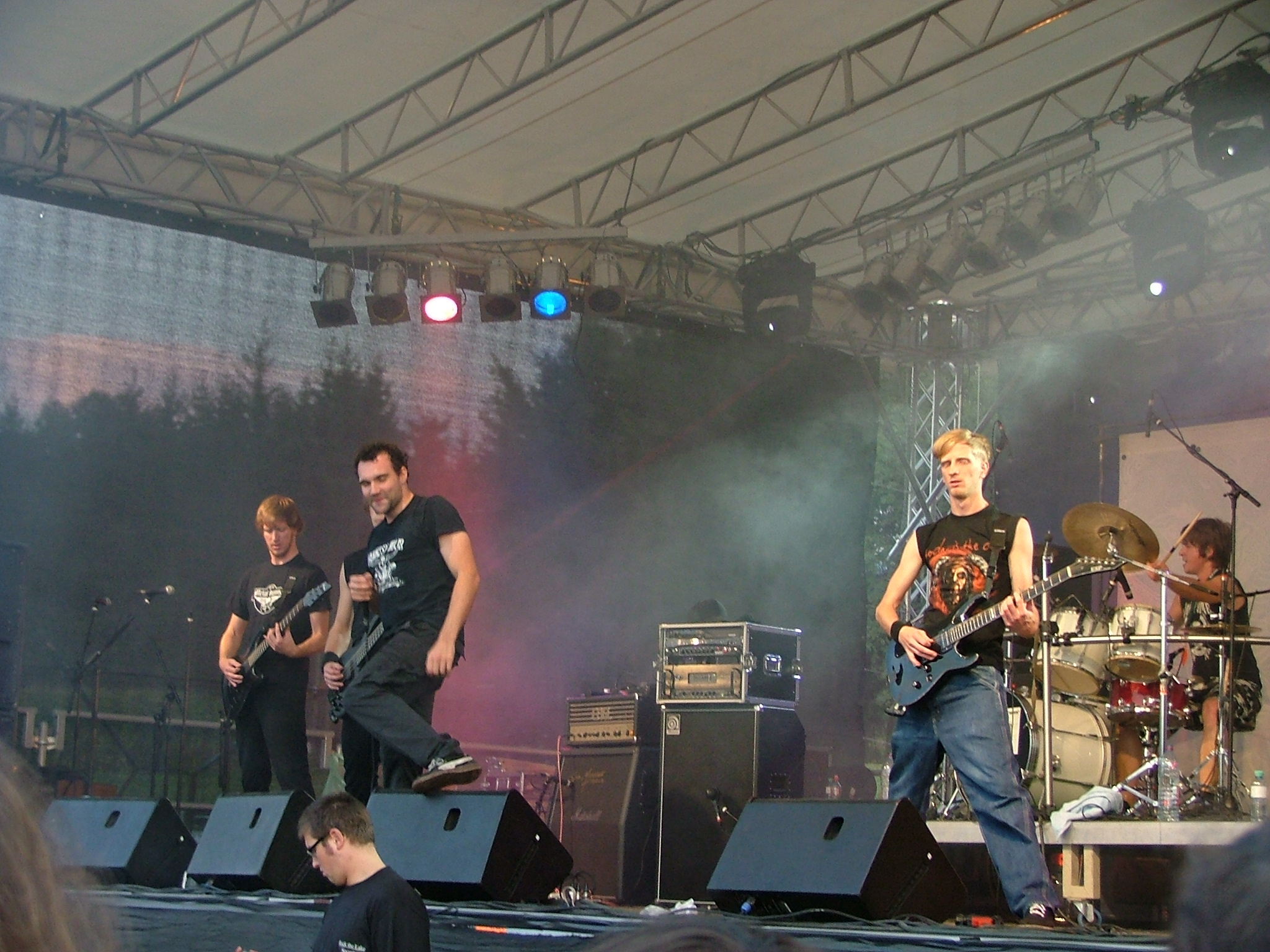
Neaera 2007 beim Rock the Lake Festival

Der zuvor in der Deathgrind-Formation Malzan aktive Gitarrist Tobias Buck gründete im Sommer 2003 ein Nebenprojekt, das in Richtung Hardcore mit schwedischen und Power-Metal-Einflüssen tendieren sollte. Das Line-up bestand zu Anfang aus Sebastian Heldt, Benny Hilleke, Benjamin Donath und Tobias Buck. Kurz vor dem ersten Auftritt entstand der neue Bandname The Ninth Gate. Bald darauf stieß Stefan Keller als zweiter Gitarrist dazu, der die Band durch seine tief im Hardcore und Death Metal verwurzelten Riffideen zu ihrem späteren Sound brachte.
Nach der Ausarbeitung von Material begab sich die Band im Februar 2004 ins Docma-Klang-Studio in Osnabrück, um an zwei Wochenenden ein Demo einzuspielen. Am 2. April 2004 bekamen sie einen Plattenvertrag von Metal Blade Records angeboten. Im Rahmen dessen wurde der Bandname neu gewählt – Neaera nach dem Namen einer altgriechischen Hetäre.
Unter diesem Namen ging es dann im November 2004 ins Stage One Studio, um mit Produzent Andy Classen das erste richtige Album aufzunehmen. The Rising Tide of Oblivion erschien am 21. März 2005. Im Herbst folgten eine Europatournee mit Heaven Shall Burn, As I Lay Dying, Evergreen Terrace, Agents of Man und End of Days sowie mehrere Shows in Deutschland, Österreich, der Schweiz, den Niederlanden, Dänemark und Estland. Eine weitere Tour mit Caliban, Fear My Thoughts, Destiny und Narziss beendete das Jahr.
Am 7. April 2006 veröffentlichten Neaera unter Mithilfe von Produzent Jacob Hansen ihr Zweitwerk Let the Tempest Come. Nach Veröffentlichung des Albums folgten weitere Europatouren. Anfang 2007 gingen Neaera auf die Road To Devastation-Tour mit Quo Vadis, Fear My Thoughts und Kataklysm.
Am 21. Februar 2007 kündigten Neaera auf ihrer Myspace-Seite an, einen Videomitschnitt des Konzertes vom 19. Mai 2007 in Münster zu machen. Dieser Videomitschnitt ist mit der Limited Edition ihres dritten Albums als Bonus-DVD erschienen. Am 2. August 2007 spielte Neaera auf dem Wacken Open Air. Ein paar Wochen später erschien am 24. August 2007 das neue Album Armamentarium. Ein Armamentarium ist eine Rüstkammer oder beschreibt die Instrumentensammlung eines Arztes. Die erste Headliner-Tournee durch Deutschland und mehrere Nachbarländer folgte im Herbst 2007 mit Deadlock als Support. Im Frühjahr 2008 war die Band auf Tour mit As I Lay Dying und spielte auf dem Summerbreeze Festival 2008.
Am 27. Mai 2009 wurde das vierte Studioalbum Omnicide – Creation Unleashed veröffentlicht.
Am 13. Juli 2010 verkündete die Band auf ihrer Webseite, dass die Aufnahmen zum fünften Album abgeschlossen seien. Es erschien am 22. Oktober 2010 und trägt den Namen Forging the Eclipse.
Die Schlagzeugaufnahmen erfolgten erneut im Stage One Studio von Andy Classen, die restlichen Instrumente und der Gesang wurden im Rape of Harmonies Studio unter Leitung von Alexander Dietz aufgenommen, welcher bei der mit Neaera befreundeten Band Heaven Shall Burn als Gitarrist tätig ist. Das Mischen und Mastern übernahm der dänische Produzent Tue Madsen. Im Anschluss an die Veröffentlichung des Albums absolviert Neaera zusammen mit Caliban, All That Remains, Bleed from Within und Soilwork eine Tour durch das westliche Europa und Skandinavien.
Neaera haben 2012 wieder bei Metal Blade Records unterschrieben. Dort erschien das sechste Studioalbum Ours Is the Storm am 1. März 2013 in Europa und am 5. März in den Vereinigten Staaten.
Am 3. September 2015 gab die Band via Facebook ihre Auflösung bekannt. Man wolle Neaera beenden, bevor man „nur noch ein Schatten seiner selbst“ sei. Konkrete Gründe wurden nicht genannt, man betonte aber, dass die Band nicht im Streit auseinanderginge. Für Dezember 2015 wurden finale Konzertdaten in Münster, Leipzig und Stuttgart bekanntgegeben, bei denen Neaera zusammen mit Caliban, Vitja, Any Given Day und Walking Dead on Broadway unter dem Motto „Darkness Over X-Mas“ ihre letzten Auftritte spielen werde.
2018 traf die Band wieder für einzelne Konzerte bei den Impericon Festivals 2018 in Leipzig und Oberhausen zusammen. Es dauerte allerdings bis Dezember 2019, bis die Band offiziell ihre Reunion bekannt gab.
Am 12. Dezember 2019 veröffentlichte Neaera die Single Torchbearer. Das zugehörige Album Neaera erschien am 28. Februar 2020 bei Metal Blade und erreichte Platz acht der deutschen Albumcharts.
Das achte Studioalbum All is Dust wurde am 28. Juni 2024 ebenfalls bei Metal Blade Records veröffentlicht und erreichte den 18. Platz der deutschen Albumcharts. Zu den vorab veröffentlichten Singles Pacifier und dem Titeltrack All is Dust wurde zudem ein Musikvideo herausgegeben. Am 5. Oktober 2024 wurde das Album für den Preis der deutschen Schallplattenkritik in der Sparte Hard und Heavy nominiert. Eine Jury aus unabhängigen Musikjournalisten zeichnet mit diesem renommierten Musikpreis alljährlich im Herbst eine hervorragende Veröffentlichungen der vergangenen zwölf Monaten aus.

## Diskografie

### Alben
| Jahr | Titel Musiklabel                                  | Höchstplatzierung, Gesamtwochen, AuszeichnungChartplatzierungen (Jahr, Titel, Musiklabel, Platzierungen, Wochen, Auszeichnungen, Anmerkungen) | Höchstplatzierung, Gesamtwochen, AuszeichnungChartplatzierungen (Jahr, Titel, Musiklabel, Platzierungen, Wochen, Auszeichnungen, Anmerkungen) | Höchstplatzierung, Gesamtwochen, AuszeichnungChartplatzierungen (Jahr, Titel, Musiklabel, Platzierungen, Wochen, Auszeichnungen, Anmerkungen) | Anmerkungen                            |
| Jahr | Titel Musiklabel                                  | DE | AT | CH | Anmerkungen                            |
| ---- | ------------------------------------------------- | --- | --- | --- | -------------------------------------- |
| 2005 | The Rising Tide of Oblivion Metal Blade Records   | — | — | — | Erstveröffentlichung: 21. März 2005    |
| 2006 | Let the Tempest Come Metal Blade Records          | — | — | — | Erstveröffentlichung: 7. April 2006    |
| 2007 | Armamentarium Metal Blade Records                 | DE65 (1 Wo.)DE | — | — | Erstveröffentlichung: 24. August 2007  |
| 2009 | Omnicide – Creation Unleashed Metal Blade Records | DE51 (1 Wo.)DE | — | — | Erstveröffentlichung: 26. Mai 2009     |
| 2010 | Forging the Eclipse Metal Blade Records           | — | — | — | Erstveröffentlichung: 26. Oktober 2010 |
| 2013 | Ours Is the Storm Metal Blade Records             | DE48 (1 Wo.)DE | — | — | Erstveröffentlichung: 1. März 2013     |
| 2020 | Neaera Metal Blade Records                        | DE8 (1 Wo.)DE | AT58 (1 Wo.)AT | CH55 (1 Wo.)CH | Erstveröffentlichung: 28. Februar 2020 |
| 2024 | All Is Dust Metal Blade Records                   | DE18 (1 Wo.)DE | — | — | Erstveröffentlichung: 28. Juni 2024    |

### Musikvideos
- 2006: Paradigm Lost (Let the Tempest Come)
- 2007: Let the Tempest Come (Let the Tempest Come)
- 2009: Prey to Anguish (Omnicide – Creation Unleashed)
- 2011: Heaven’s Descent (Forging the Eclipse)
- 2019: Torchbearer (Neaera)
- 2020: Deathless (Neaera)
- 2020: Catalyst (Neaera)
- 2024: Pacifier (Neaera)
- 2024: All is Dust (Neaera)